# Krupin (Chojna)
Krupin – nieoficjalna część miasta Chojna w Polsce położona w województwie zachodniopomorskim, w powiecie gryfińskim, w gminie Chojna.
Nazwa z nadanym identyfikatorem SIMC jako samodzielna osada występuje w zestawieniach archiwalnych TERYT z 1999 roku.
W latach 1975–1998 miejscowość należała administracyjnie do województwa szczecińskiego.